# UWC México 13
UWC México 13: Benítez vs. Oropeza fue un evento de artes marciales mixtas producido por Ultimate Warrior Challenge México, que se llevó a cabo el 2 de marzo de 2013 en el Auditorio Fausto Gutiérrez Moreno de Tijuana, Baja California, México.